# Dieter Krafczyk
Dieter Krafczyk (* 23. September 1941 in Kiel; † 29. August 2016) war ein deutscher Fußballspieler, der von 1963 bis 1971 in der Bundesliga 135 Spiele absolvierte und 38 Tore erzielte; darunter auch die Ersten für den Verein 1. FC Saarbrücken am 31. August 1963 (2. Spieltag) bei der 2:4-Niederlage im Auswärtsspiel gegen den Hamburger SV.

## Karriere

### Beginn, 1960–63
In der Runde 1960/61 absolvierte das Stürmertalent Dieter Krafczyk zwölf Spiele in der Oberliga Nord für Holstein Kiel und trug sich dabei auch zwölfmal in die Torschützenliste der „Störche“ ein. Mit seinen Kameraden der Amateurelf von Holstein unter Trainer Erich Wolf hatte der torgefährliche Angreifer die Meisterschaft in Schleswig-Holstein gewonnen, war mit der Landesauswahl (SHFV) erst im Finale um den Länderpokal gegen die Auswahl von Hamburg gescheitert und gewann als Krönung das Finale um die Deutsche Amateurmeisterschaft am 24. Juni 1961 in Hannover mit 5:1 Toren gegen Siegburger SV 04. Einen Treffer konnte der junge Mittelstürmer zu diesem Erfolg beisteuern. Zur Runde 1962/63 wechselte er von der Kieler Förde an die Saar. Trainer Helmuth Johannsen holte die Torjägerhoffnung zum 1. FC Saarbrücken in die Oberliga Südwest. Er erzielte in 28 Spielen 29 Tore und wurde damit Torschützenkönig in der letzten Oberliga-Runde im Südwesten.

### Bundesliga, 1963–71
Für die neue Bundesliga erwies sich die sportliche Substanz der Saarbrücker aber als zu schwach. Die Saarländer eröffneten am 24. August 1963 mit einer 0:2-Heimniederlage gegen den späteren Meister 1. FC Köln die Runde und beendeten sie am 9. Mai 1964 mit einem 1:1-Unentschieden im Ludwigspark gegen den FC Schalke 04. Mit nur sechs Siegen und fünf Unentschieden reichten die 17 Pluspunkte nicht zum Klassenerhalt. Krafczyk war mit 13 Treffern der erfolgreichste Torschütze des Absteigers. Der zwischenzeitlich bei Eintracht Braunschweig tätige Helmut Johannsen verpflichtete für die Runde 1964/65 den Ex-Kieler und seinen Mannschaftskameraden Erich Maas. Nach zwei durchschnittlichen Runden, er hatte 42 Spiele mit 13 Toren bestritten, unterschrieb er im Sommer 1966 bei Eintracht Frankfurt. Er verpasste dadurch den sensationellen Titelgewinn der Braunschweiger im Jahre 1967. Unter Trainer Elek Schwartz konnte er sich aber in Frankfurt nicht wie erhofft durchsetzen. In der Offensive der Hessen kam er nicht an den Konkurrenten Jürgen Grabowski, Wolfgang Solz und Oskar Lotz vorbei. Nach nur einer Runde gab er den Kampf um den Stammplatz auf und wechselte zu Hertha BSC in die Regionalliga. Dort konnte er 1967/68 die überlegene Meisterschaft und das Durchsetzen in der Aufstiegsrunde feiern. Trainer Helmut Kronsbein führte Hertha gegen Rot-Weiss Essen, SV Alsenborn, Göttingen 05 und Bayern Hof wieder zurück in die Bundesliga. Dieter Krafczyk bestritt alle acht Aufstiegsspiele für Hertha BSC. In der Bundesliga-Runde 1968/69 stürmte er erfolgreich neben Franz Brungs und Arno Steffenhagen. Die Herthaner konnten mit dem 14. Platz die Klasse halten. Da die Berliner an die Bundesligaspitze wollten und deshalb auch personell investierten (Lorenz Horr, Wolfgang Gayer) zog er zu seiner fünften Bundesliga-Station weiter. Er wechselte zur Runde 1969/70 zum 1. FC Kaiserslautern. Dort beendete er nach weiteren 29 Bundesliga-Einsätzen und sieben Toren seine Laufbahn im Profifußball.

## Ausklang
Ab dem Sommer 1971 spielte er dann bei dem pfälzischen Amateurverein Kirchenbollenbach. Er war mit seinem Mannschaftskollegen Winfried Richter dorthin gewechselt und ließ dann seine Laufbahn ausklingen.